# Кантор, Роберт
Роберт Кантор (чеш. Robert Kántor; 25 февраля 1977, Брно, Чехословакия) — чешский хоккеист, защитник. В составе сборной Чехии — бронзовый призёр чемпионата мира 1998 года.

## Биография
Роберт Кантор начал свою хоккейную карьеру в 1994 году, в клубе «Комета Брно». За всю карьеру поменял много клубов в различных лигах, играл в чешской Экстралиге за 6 команд и в российской суперлиге за «Ак Барс Казань» и «Динамо Москва». В сборной Чехии Кантор был в заявке на чемпионат мира 1998 года, где завоевал бронзовую медаль. Карьеру завершил в 2012 году.

## Достижения
- Серебряный призёр чешской Экстралиги 1998

- Бронзовый призёр чемпионата мира 1998, чешской Экстралиги 1999 и чемпионата России 2004

## Статистика
- Чемпионат Чехии — 240 игр, 54 очка (20+34)
- Чемпионат Финляндии — 212 игр, 61 очко (27+34)
- Чешская первая лига — 165 игр, 63 очка (25+38)
- Чемпионат Швеции — 66 игр, 21 очко (11+10)
- Чемпионат России — 36 игр, 5 очков (3+2)
- Сборная Чехии — 36 игр, 5 очков (3+2)

- Чемпионат Германии — 20 игр, 5 очков (2+3)
- Чемпионат Словакии — 15 игр
- Чемпионат Австрии — 10 игр, 2 очка (1+1)
- Кубок европейских чемпионов — 4 игры, 1 очко (0+1)
- Всего за карьеру — 804 игры, 217 очков (92+125)